# 异色哈威参
异色哈威参（学名：Havelockia versicolor）为硬瓜参科哈威参属的动物。分布于莫桑比克、斯里兰卡、菲律宾、印度尼西亚、澳大利亚、日本以及中国大陆的广东到广西、北部湾沿岸、海南等地，多见于沿岸浅海、有海绵和角珊瑚的硬底以及水深从潮间带到60m。该物种的模式产地在菲律宾群岛。
其种加词“versicolor”意为“颜色多样的”。